# Slovenian Juniors 2007
Das Slovenian Juniors 2007 fand als bedeutendstes internationales Nachwuchsturnier von Slowenien im Badminton vom 12. bis zum 14. Oktober 2007 in Mirna statt. Es war die 13. Auflage der Veranstaltung.

## Sieger und Platzierte der Junioren U19
| Disziplin    | Gold                           | Silber                             | Bronze                           |
| ------------ | ------------------------------ | ---------------------------------- | -------------------------------- |
| Herreneinzel | Luka Wraber                    | David Obernosterer                 | Zvonimir Hölbling                |
| Herreneinzel | Luka Wraber                    | David Obernosterer                 | Marek Teller                     |
| Dameneinzel  | Petra Petranović               | Tina Juršič                        | Nika Končut                      |
| Dameneinzel  | Petra Petranović               | Tina Juršič                        | Eliška Maixnerová                |
| Herrendoppel | Igor Čimbur Zvonimir Hölbling  | Pierluigi Musiari Giovanni Greco   | Aljoša Turk Matevž Bajuk         |
| Herrendoppel | Igor Čimbur Zvonimir Hölbling  | Pierluigi Musiari Giovanni Greco   | Jan Sedlmayr David Obernosterer  |
| Damendoppel  | Šárka Křížková Petra Hofmanová | Adéla Molnáriová Eliška Maixnerová | Jiřina Jurčíková Ivana Sahánková |
| Damendoppel  | Šárka Křížková Petra Hofmanová | Adéla Molnáriová Eliška Maixnerová | Ira Tomio Anna von Hepperger     |
| Mixed        | Petr Jelínek Eliška Maixnerová | Paul Demmelmayer Belinda Heber     | Mikulaš Skala Šárka Křížková     |
| Mixed        | Petr Jelínek Eliška Maixnerová | Paul Demmelmayer Belinda Heber     | Václav Benbenek Ivana Sahánková  |